# Epiblema asseclana
Epiblema asseclana es una especie de polilla del género Epiblema, familia Tortricidae.
Fue descrita científicamente por Hübner.

## Distribución
Se encuentra en Europa.